# Eichlerago
Eichlerago é um género botânico pertencente à família Lamiaceae.

## Espécie
Eichlerago tysoniana

## Nome e referências
Eichlerago J.Carrick